# Конка д’Оро (культура)
Культура Конкадоро, итал. Cultura Conca d’Oro — доисторическая археологическая культура, известная по раскопкам на территории современного Палермо.
Для культуры характерна широкая сеть небольших селений, состоявших из соломенных хижин. Нередко поселения находились достаточно близко друг к другу. Для них характерны как слабая интеграция, так и отсутствие заметных конфликтов друг с другом, а также интенсивная эксплуатация природных ресурсов. С данными поселениями ассоциируются характерные некрополи. Предполагается, что большинство поселений данной культуры были полностью уничтожены позднее в результате строительства городов.
Могилы — шахтового (колодцевого) типа с боковой отходящей камерой, иногда двумя или тремя, расположенными на разных уровнях.
Весьма характерными артефактами являются сосуды, соединённые перемычками в группы по два, а также сосуды с декоративной насечкой или, реже, чёрно-белой росписью.
Артефакты культуры хранятся в региональном археологическом музее А. Салинаса и в ряде частных коллекций.